# 卡尼日
卡尼日（烏克蘭語：Каніж），是烏克蘭中部的村莊，隸屬基洛夫格勒州的新烏克蘭卡區。該村始建於1751年，面積6.28平方公里，海拔高度157米，2001年人口1,147，人口密度每平方公里182.6人。
48°43′4″N 31°55′40″E / 48.71778°N 31.92778°E